# シャンハイ・ナイト
『シャンハイ・ナイト』（原題：Shanghai Knights）は2003年に公開されたジャッキー・チェン主演のアクション映画。
2000年に公開された『シャンハイ・ヌーン』の続編。

## ストーリー
19世紀末。中国・紫禁城に、皇帝の証とされる“龍玉”を狙った窃盗団が押し入る。龍玉の番人チョン老人は謎の英国人に暗殺され、娘のリンに龍玉の奪還を託す。
同じ頃、アメリカ西部の保安官になったチョンに1通の手紙が届く。それは父の死を知らせる妹リンからの訃報だった。父の敵を討つべく、チョンは相棒のロイとロンドンに乗り込み、犯人を捜し始める。
だが事件の背後には、大英帝国の王位を狙う恐るべき陰謀が潜んでいた。

## キャスト
※括弧内は日本語吹き替え
- チョン・ウェン - ジャッキー・チェン（石丸博也）
  - アメリカ西部の保安官。
- ロイ・オバノン - オーウェン・ウィルソン（安原義人）
- チョン・リン - ファン・ウォン（魏涼子）
- ラズボーン卿 - エイダン・ギレン（郷田ほづみ）
- アーティー・ドイル - トム・フィッシャー（梅津秀行）
- チャーリー・チャップリン - アーロン・ジョンソン（村上想太）
- ウー・チョウ - ドニー・イェン（堀内賢雄）
- チョン・ウェンの父 - キム・チャン（小林恭治）
- ヴィクトリア女王 - ジェマ・ジョーンズ（柳川慶子）

その他の声の出演 - 根本泰彦、華村りこ、きっかわ佳代、清水敏孝、樫井笙人、八代駿、田中英樹、入江崇史、林一夫

## スタッフ
- 監督：デヴィッド・ドブキン
- 製作総指揮：ジャッキー・チェン、ウィリー・チェン、ソロン・ソー、ステファニー・オースティン、エドワード・L・マクドネル
- 製作：ロジャー・バーンバウム、ゲイリー・バーバー、ジョナサン・グリックマン
- 脚本：アルフレッド・ガウ、マイルズ・ミラー
- 音楽：ランディ・エデルマン
- 撮影：アドリアン・ビドル
- 編集：マルコム・キャンベル

## Blu-ray/DVD
ポニーキャニオンよりBlu-ray DiscとDVDが発売。
- Blu-ray
  - シャンハイ・ナイト　品番：PCXG-50210　発売日：2016年9月21日
- DVD
  - シャンハイ・ナイト　品番：PCBG-50535　発売日：2004年3月17日
  - シャンハイ・ナイト　品番：PCBG-50739　発売日：2005年7月6日
  - シャンハイ・ナイト -コレクターズ・エディション-(買っ得!THE 1800)　品番：PCBP-51994　発売日：2010年3月17日